# Чернетово
Чернетово — село в Брянском районе Брянской области, в составе Чернетовского сельского поселения. Расположено в 2 км к северо-западу от деревни Бетово, на правом берегу Десны. Население — 233 человека (2010).
В 5 км к северу от села находится одноимённая железнодорожная платформа на линии Брянск—Рославль (ныне в черте города Сельцо).
В окрестностях села открыты несколько стоянок древнего человека различных эпох, а также селища IX—XIII веков.

## История
Впервые упоминается в середине XV века, однако до начала XIX в. оставалось деревней. В XVII веке — владение Исуповых; с XVIII века — Шуваловых, Бахтиных, Тютчевых и других помещиков. В 1806 году на средства помещицы А. Н. Надоржинской сооружена каменная Ахтырская церковь (сохранилась), взамен прежней деревянной в соседнем селе Бетове.
В XVII—XVIII вв. Чернетово входило в состав Подгородного стана Брянского уезда; с 1861 по 1929 гг. в Овстугской волости Брянского (с 1921 — Бежицкого) уезда. С 1898 года работала церковно-приходская школа.
С 1929 года в Брянском районе. До 1980-х гг. являлось центром Чернетовского сельсовета; позднее центр сельсовета был перемещён в деревню Бетово, однако название сельсовета (с 2005 — сельского поселения) осталось прежним.

## Известные уроженцы
- Жуков, Фёдор Никифорович (1902—19??) — советский военачальник, полковник